# Utagaki
Un utagaki (歌垣], également lu kagai) est un ancien rassemblement rituel de paysans japonais. Les villageois chantent et dansent sur le chemin menant au sommet d'une montagne où ils récitent de la poésie à l'occasion du début du printemps ou de l'automne. Étroitement associés aux rites des récoltes et donc de fertilité, ces événements conduisent souvent aussi à des activités sexuelles.
Antérieure à l'époque de Nara, la pratique de l'utagaki atteint son apogée durant cette période (710-794). Nombre des chansons et poèmes, ainsi que des relations du rituel lui-même, sont rapportés dans le Man'yōshū et autres documents contemporains, ce qui les range parmi les plus anciennes formes de littérature au Japon.